# Equal Rights Amendment
L'Equal Rights Amendament (ERA) è una proposta di emendamento alla Costituzione degli Stati Uniti, che si propone di garantire pari diritti ai cittadini, senza distinzione di sesso.
Scritto originariamente da Alice Paul e Crystal Eastman, l'ERA è stato presentato al Congresso per la prima volta nel 1923. Negli anni Sessanta, l'emendamento ha ottenuto un supporto più vasto, fino ad essere approvato da entrambe le camere del Congresso nel 1971. Alla scadenza del 1979 (poi prolungata al 1982), tuttavia, l'emendamento fu ratificato solamente da 35 Stati, meno dei 38 necessari, e non è quindi stato introdotto nella Costituzione.